# Cyrtolabulus suavis
Cyrtolabulus suavis är en stekelart som först beskrevs av Vecht 1963.  Cyrtolabulus suavis ingår i släktet Cyrtolabulus och familjen Eumenidae. Inga underarter finns listade i Catalogue of Life.